# Château d'Imbleville
Le château d'Imbleville est une demeure de la fin du XVe siècle qui se dresse sur le territoire de la commune française d'Imbleville, dans le département de la Seine-Maritime, en région Normandie.
Le château, propriété privée non ouverte à la visite, est inscrit au titre des monuments historiques.

## Localisation
Le château est situé le long de la route de la vallée de la Saâne sur la commune d'Imbleville, dans le département de la Seine-Maritime.
Situé sur la D2 entre Imbleville et Auzouville-sur-Saâne et idéalement bâti entre deux bras de la Saâne, ce château de briques roses visait à protéger et à contrôler le passage de la vallée.

## Historique
Le château surnommé la « Perle de la Saâne », apparaît parfois dans certains écrits sous le nom de « château du Vivier », « château de la Couture », ou « Manoir de Bimorel ».
Au XVe siècle, les terres alentour constituaient une seigneurie sous l'égide de Zanon (Janon) de Dampierre, seigneur de Biville-la-Baignarde, Thiédeville, Imbleville et Eurville. C’est lui qui, en 1491, avec son épouse Marie de Gouvis, construisit, dans un îlot formé par la Saâne, une maison forte qui, après transformation, devint le château actuel. On pouvait lire au-dessus de l'ancienne porte d'entrée du château : « L'an de grâce 1491, noble homme messire Janon de Dampierre, chevalier, seigneur de Biville-la-Baignarde et autres seigneuries, fit élever cette maison ».
En 1597, la terre et le château furent acquis par Nicolas Baudry, avocat au Parlement de Normandie. Son fils Charles mourut à Imbleville en 1651. Ses descendants conservèrent le domaine jusqu’au début du XVIIIe siècle.
Divers partages firent revenir le château entre les mains de Pierre-Eustache de Dampierre qui mourut en 1795, laissant trois filles. En 1801, la terre fut attribuée à l’ainée qui avait épousé le marquis de Bimorel. Le dernier Bimorel mourut en 1842. Son gendre Louis de Folleville hérita du domaine qui resta dans sa famille jusqu’en 1917. Son fils Daniel de Folleville de Bimorel y nait le 5 janvier 1842. C'est Louis de Folleville qui transforme et agrandit au XIXe siècle le château, l'entourant d'un parc d'eaux vives,.
Entre 1917 et 1961, d’importants travaux de réfection ont été exécutés par Madame de Saint Rémy et son fils Gilbert, avec notamment la construction au pied de la colline boisée, d'un élégant escalier à double révolution provenant de l’ancien château des ducs d’Elbeuf. En 1987, la demeure était la possession du comte et de la comtesse de Boigne.

## Description
Le château et les bâtiments alentour, disparates en apparence, constituent un ensemble architectural harmonieux. Le parc comprend de nombreux éléments, des pièces d'eau, des canaux et surtout des douves alimentées exclusivement par des eaux de source indépendantes de la rivière.
À l’origine, la Saâne arrivait directement sur la face sud de la cour. Elle se divisait en deux bras qui défendaient le château. Au nord, quatre tours, dont deux subsistent, abritaient la herse et un pont-levis qui seul permettait l’accès. Au nord, des bâtiments de service s’élevaient entre la chapelle et le pont-levis. À l’est, reliant l’étage du logis avec celui de la chapelle, il y avait une longue galerie supportée par des arcades en plein cintre ouvertes sur la cour. Cette galerie servait de nef au public qui y était admis le dimanche. Au sud, un long mur crénelé et une vaste tour (sud-ouest) ont été également abattus au XIXe siècle.
Deux ailes carrées furent construites aux extrémités de l’ancien corps de logis. Entre 1850 et 1860, la Saâne qui, lors de ses crues, inondait les abords du château, fut détournée et les douves furent créées.

## Protection
Le manoir et son parc sont inscrits au titre des monuments historiques par arrêté du 1er février 1944.

Vues du château
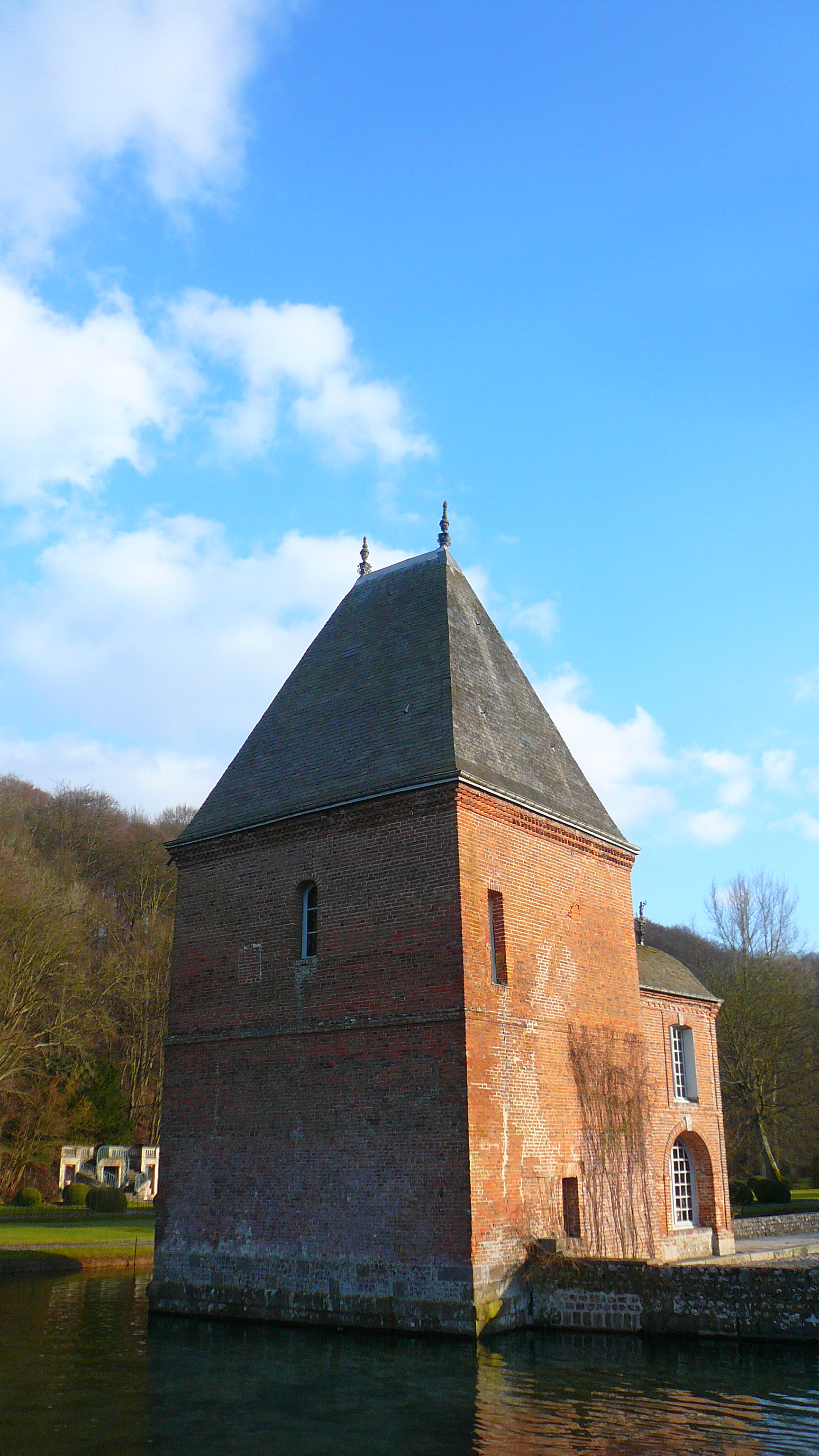
La tour carrée, les douves et, à l'arrière plan au pied de la colline, l'escalier à double révolution de l'ancien château des ducs d'Elbeuf.
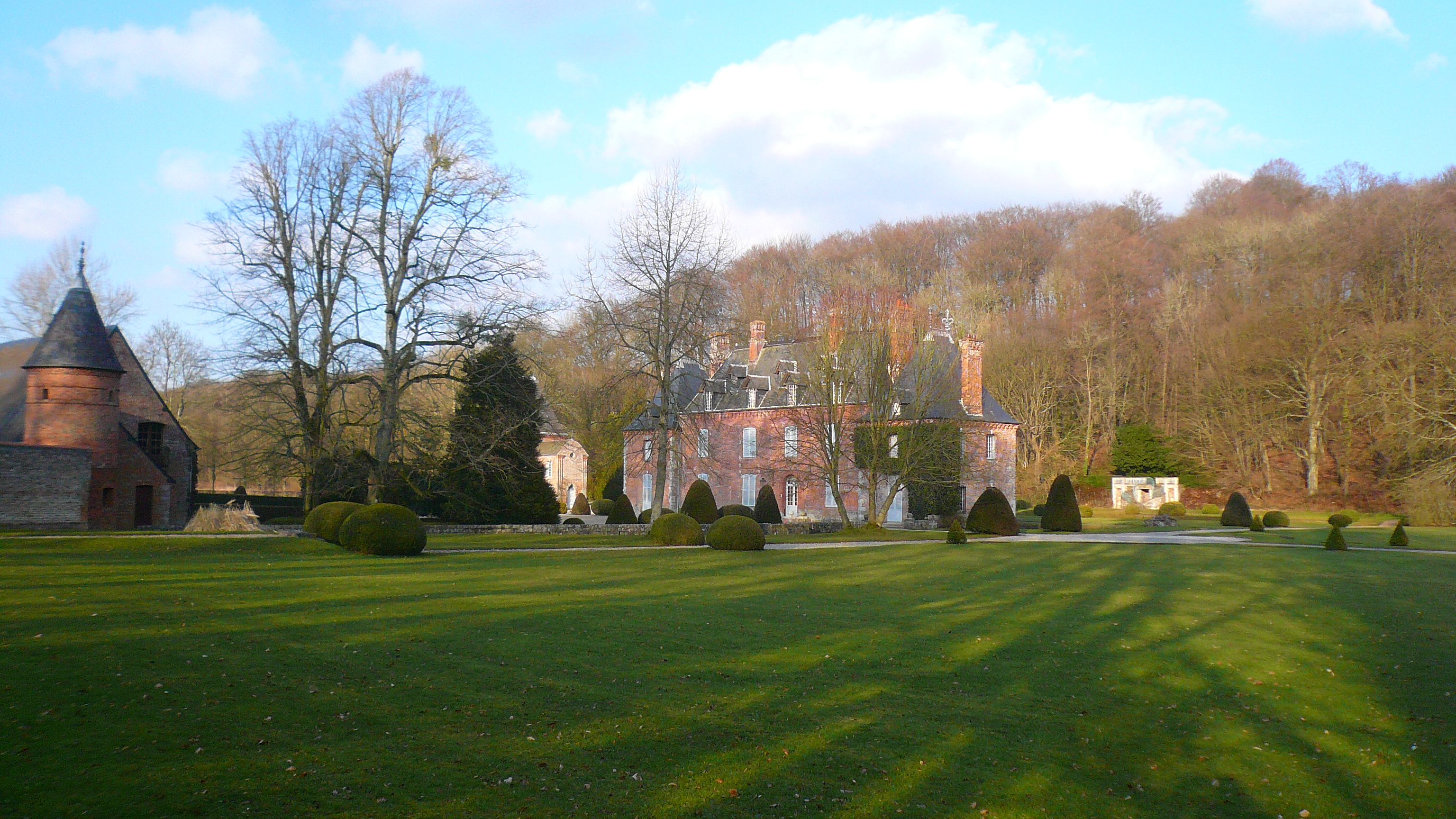
L'entrée sud-ouest ; l'allée et la cour centrale.
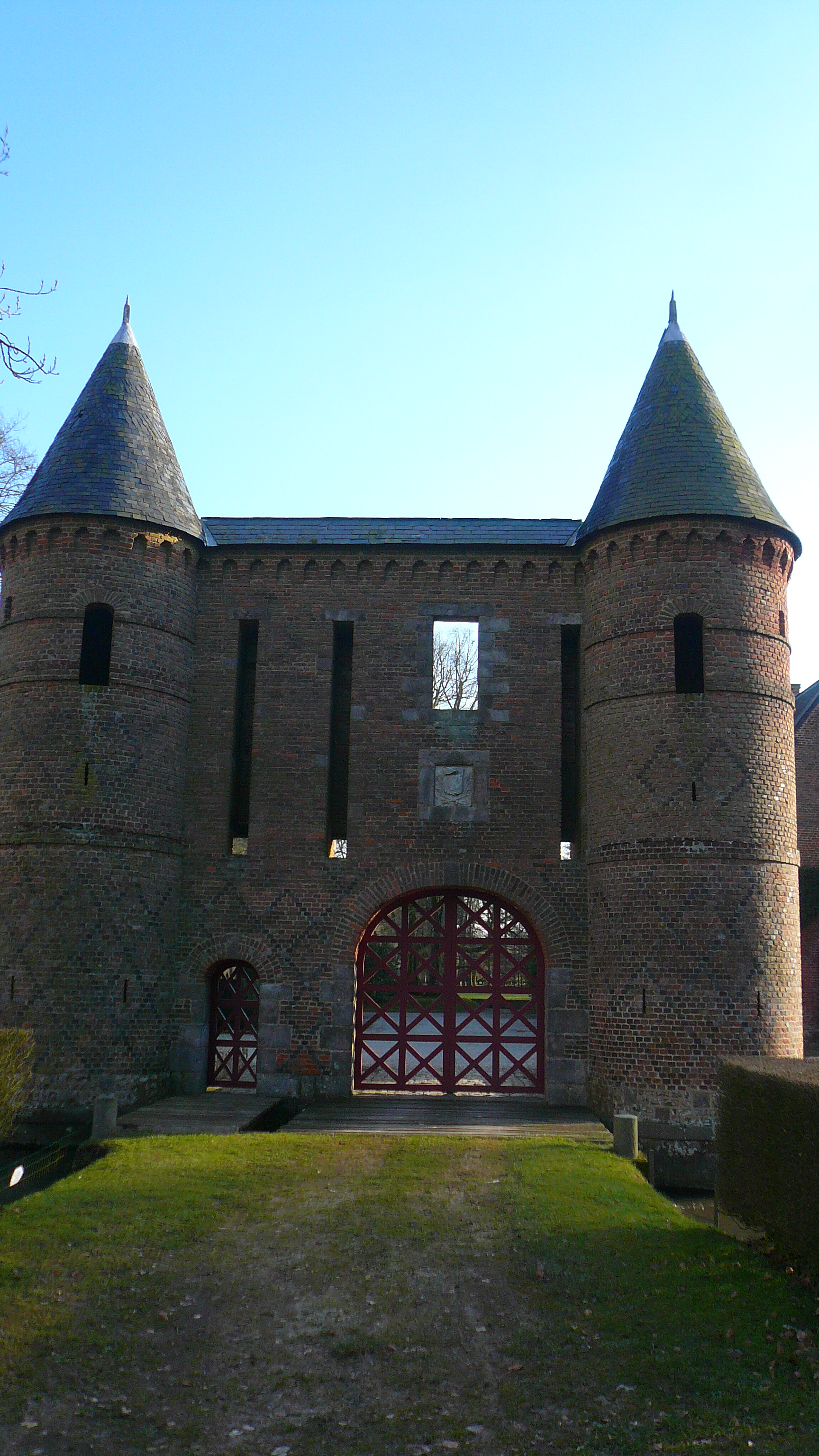
L'ancienne porte d'entrée avec son pont-levis.
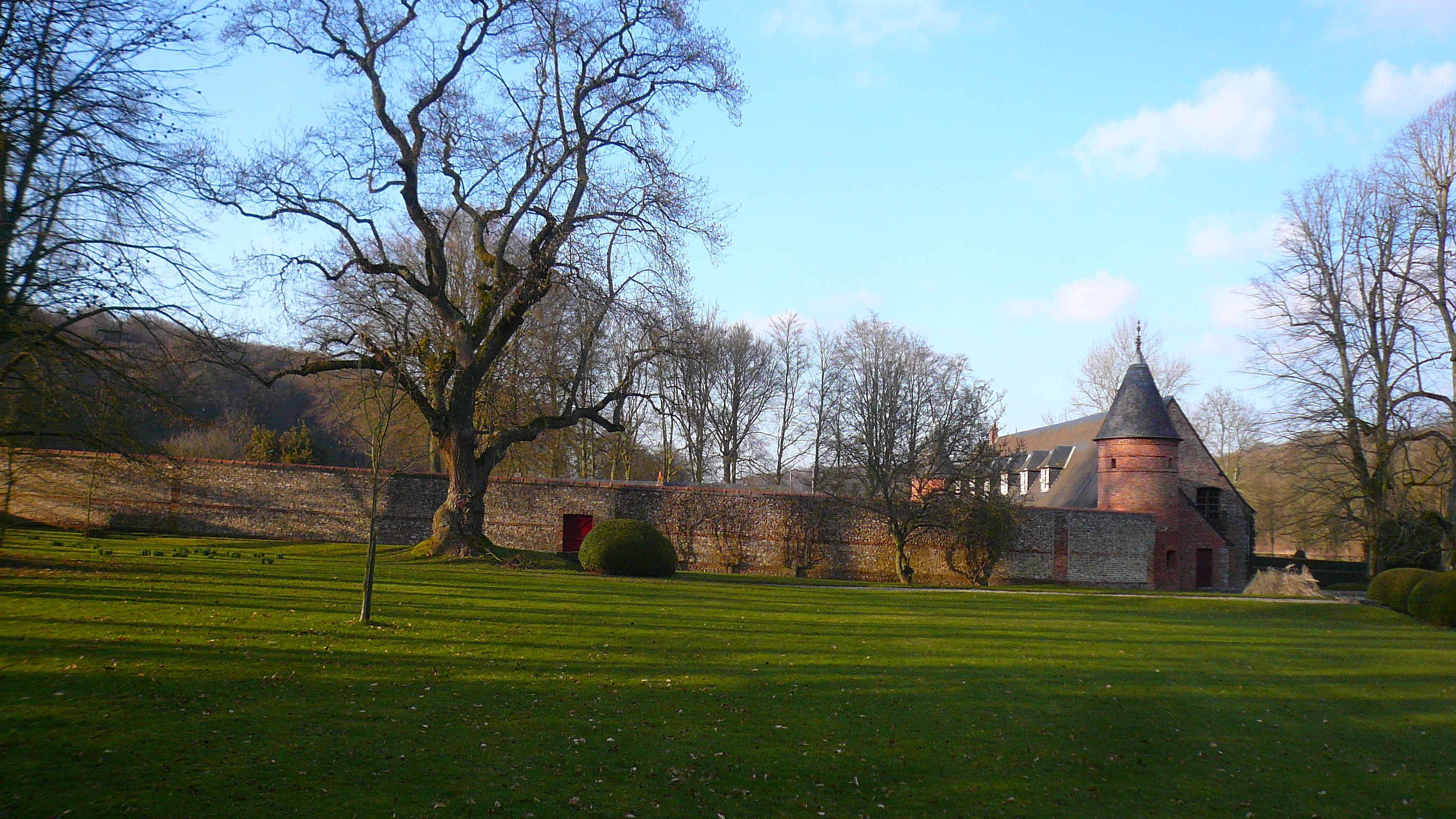
L'entrée sud-ouest ; derrière le mur, le potager.
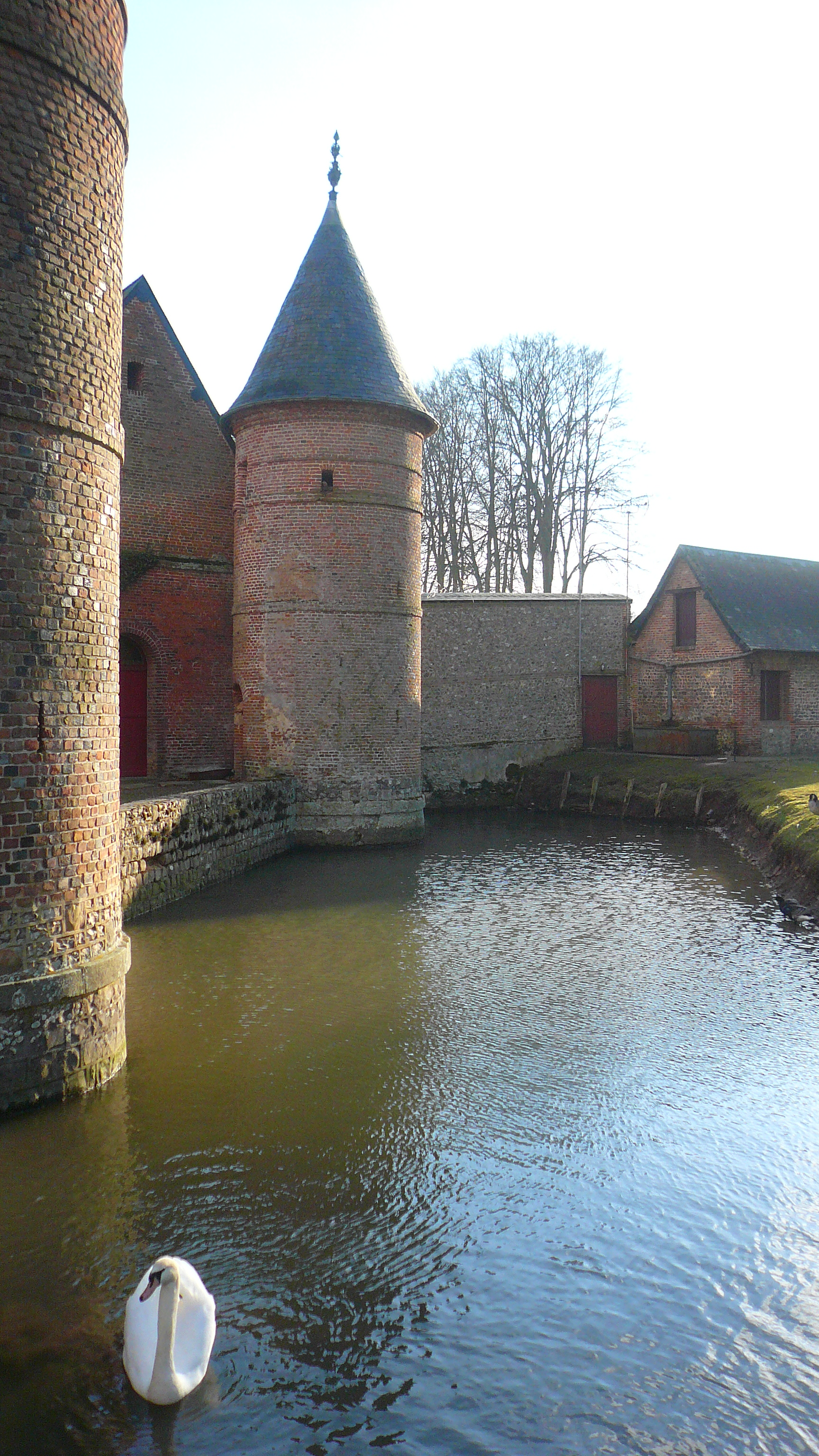
Les douves.
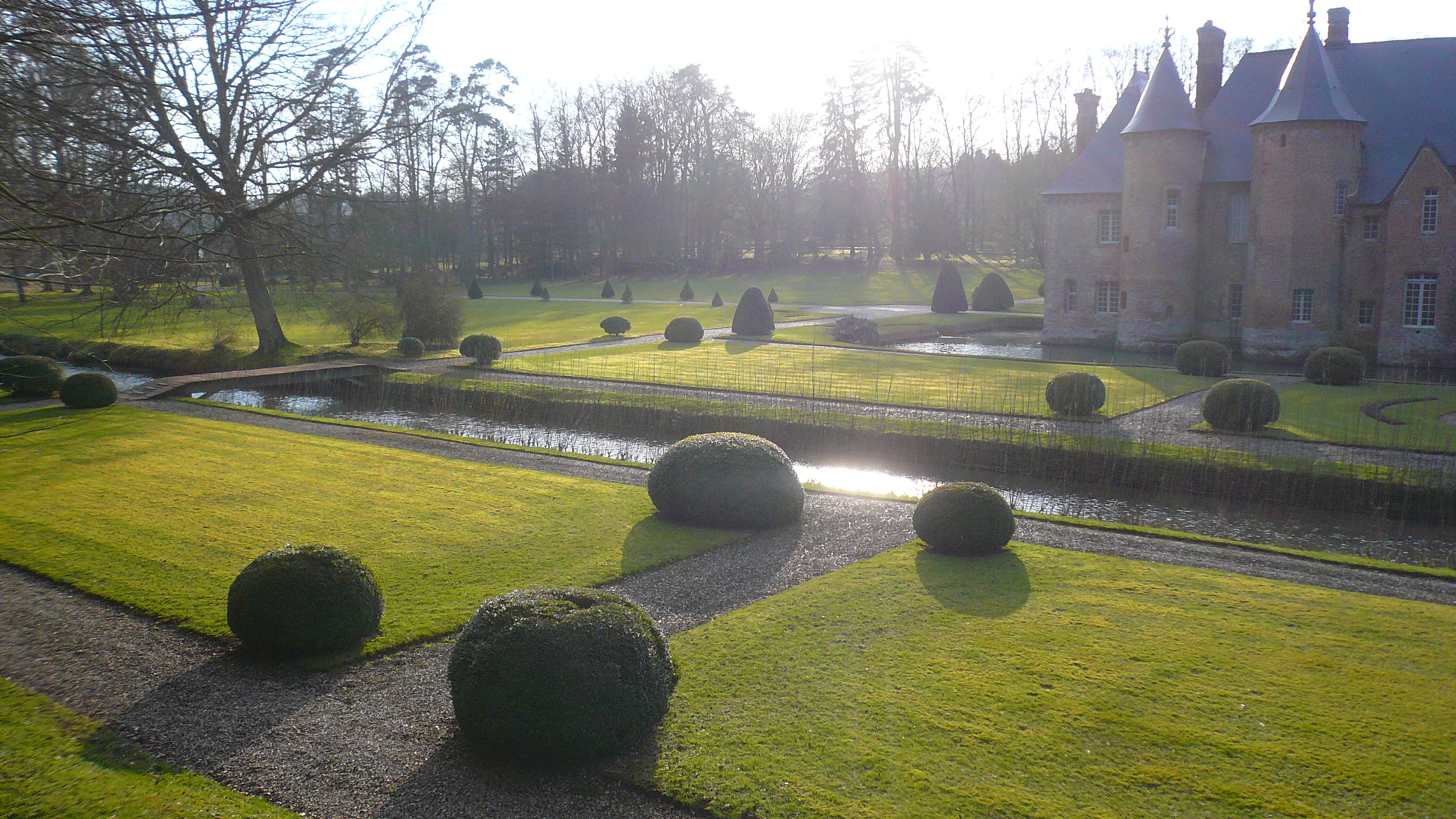
Les jardins, les canaux et les douves.
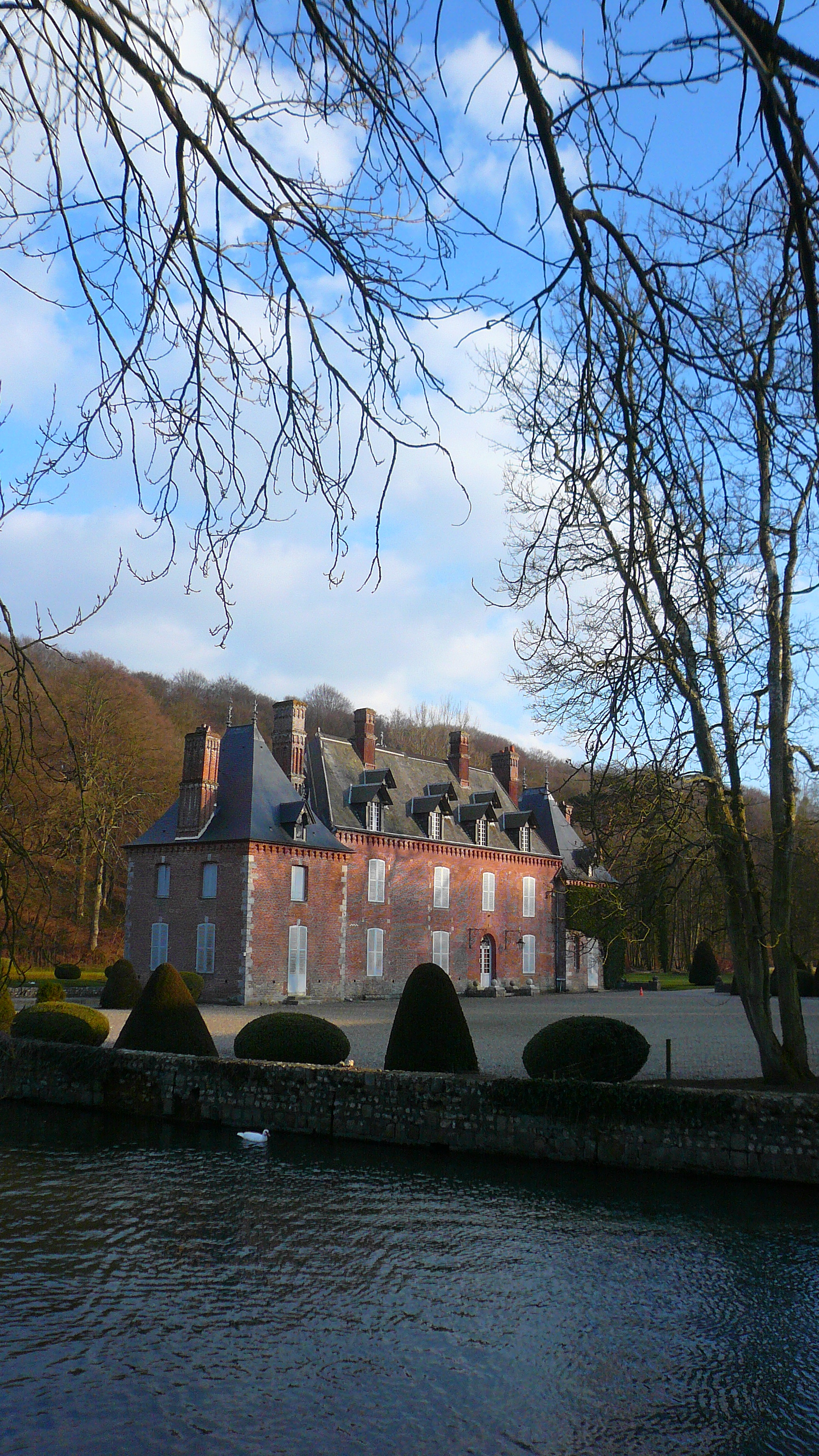
Le corps de logis principal.
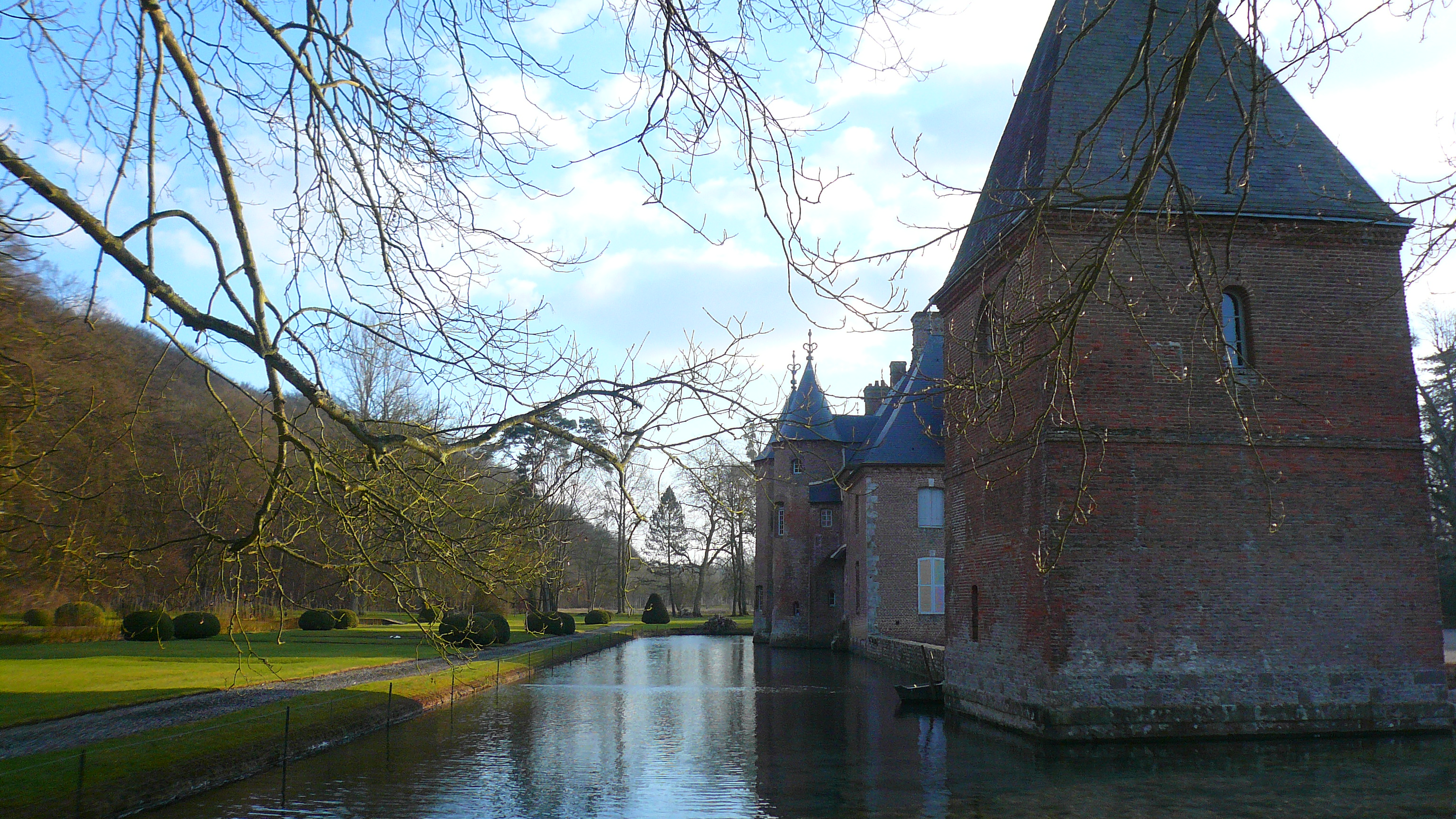
Les douves.